# 26356 Aventini
26356 Aventini è un asteroide della fascia principale. Scoperto nel 1998, presenta un'orbita caratterizzata da un semiasse maggiore pari a 2,7299135 UA e da un'eccentricità di 0,2082007, inclinata di 17,72416° rispetto all'eclittica.